# Secretaría de la Contraloría General de la Ciudad de México
La Secretaría de la Contraloría General de la Ciudad de México, es la dependencia de la administración pública de la Ciudad de México al Jefe de Gobierno, que tiene a su cargo el control y evaluación de la gestión pública de las dependencias, órganos desconcentrados y entidades que integran la Administración Pública de la capital del país.

## Fundamento Constitucional
La Constitución Política de los Estados Unidos Mexicanos, en su título IV, establece el régimen de responsabilidades de los servidores públicos. El artículo 112 establece como principios del servicio público: La legalidad, lealtad, honradez, eficiencia; el artículo 134 los principios de eficacia, transparencia y economía.

## Funciones
La Contraloría es el órgano administrativo encargado de la vigilancia del buen ejercicio de la función pública y la fiscalización de recursos en el Distrito Federal, como tal, conforme a la Ley Orgánica de la Administración Pública Federal algunas de las funciones más importantes que le corresponde específicamente a la Contraloría General del Distrito Federal son las siguientes:
- Fiscalizar e inspeccionar los ingresos de la Administración Pública del Distrito Federal y su congruencia con el Código Financiero del Distrito Federal.
- Fiscalizar e inspeccionar el ejercicio del gasto público de la Administración Pública del Distrito Federal y su congruencia con el presupuesto de egresos.
- Coordinar a las contralorías internas que dependerán de la Contraloría General y que ejercerán funciones de control y fiscalización de las dependencias, órganos desconcentrados y entidades paraestatales de la Administración Pública del Distrito Federal, así como emitir los lineamientos para su actuación;
- Establecer las bases generales para la realización de auditorías en las dependencias.
- Realizar, dentro del ámbito de su competencia, todo tipo de auditorías y evaluaciones a las dependencias de la administración pública.
- Inspeccionar y vigilar el cumplimiento de las normas y disposiciones en materia de: información, estadística, organización, procedimientos, sistemas de registro y contabilidad, contratación y pago de personal, contratación de servicios, obra pública, adquisiciones, arrendamientos, conservación, uso, destino, afectación, enajenación y baja de bienes muebles e inmuebles, almacenes y demás activos de la Administración Pública del Distrito Federal.
- Fincar responsabilidad administrativa a aquellos funcionarios que lo ameriten.
- Fiscalizar el ejercicio de los recursos federales y del Distrito Federal ejercidos por las dependencias.
- Llevar el registro de los servidores públicos sancionados en el ámbito de la Administración Pública del Distrito Federal.
- Conocer e investigar los actos, omisiones o conductas de los servidores públicos que afecten la legalidad, honradez, lealtad, imparcialidad y eficiencia que deben de observar en el desempeño de su empleo, cargo o comisión, con motivo de quejas o denuncias de los particulares o servidores públicos o de auditorías practicadas por los órganos de control, para constituir responsabilidades administrativas, y determinar las sanciones que correspondan en los términos de ley, y en su caso, hacer las denuncias correspondientes ante el ministerio público prestándole para tal efecto la colaboración que le fuere requerida;
- Diseñar, coordinar y normar el desarrollo, simplificación, modernización e innovación de la actuación administrativa de las dependencias, órganos desconcentrados y entidades que integran la Administración Pública del Distrito Federal.
- Establecer la normatividad y dictaminar las modificaciones a la estructura orgánica de las dependencias, órganos desconcentrados y entidades paraestatales de la Administración Pública del Distrito Federal.
- Normar y vigilar la aplicación de las medidas de desconcentración y descentralización administrativas.

## Estructura Orgánica
Conforme al Reglamento de la Administración Pública Federal, la Contraloría General del Distrito Federal posee la siguiente estructura orgánica:
- Secretario de la Contraloría General. 
  - Dirección General de Coordinación de Órganos Internos de Control en Alcaldías.
  - Dirección General de Coordinación de Órganos Internos de Control Sectorial.
  - Dirección de Innovación y Mejora Gubernamental.
  - Dirección General de Normatividad y Apoyo Técnico.
  - Dirección de Contraloría Ciudadana.
  - Dirección General de Administracióny Finanzas.
  - Dirección General de Responsabilidades Administrativas.
  - Dirección de Vigilancia Móvil.

### Contralorías Internas
Cada Dependencia de la Administración Pública del Distrito Federal, cuenta con su respectiva Contraloría Interna, el cual se encarga del control y evaluación de la gestión de ésta y cuyas atribuciones, se encuentran señaladas en el artículo 113 del Reglamento Interior de la Administración Pública del Distrito Federal.

## Contralores Generales
- Lic. Gastón Luken Garza 1997-1999
- Lic. León Alazraki Gaysinsky 1999-2000
- C.P. Bertha Luján Uranga 2000-2006
- C.P. Beatriz Castelán 2006-2008
- Lic. Ricardo García Sainz 2008-2012
- Lic. Hiram Almeida Estrada 2012-2014
- Dr. Eduardo Rovelo Pico 2014 - 2018
- Mtro. Juan José Serrano Mendoza 2019- 2024